# Guerra di successione eubeota
La guerra di successione eubeota o guerra di successione dell'Eubea, venne combattuta nel 1256–1258 tra il principe di Acaia, Guglielmo II di Villehardouin, e una coalizione di principi stranieri nella Grecia franca. La guerra scoppiò per il tentativo di Guglielmo di ottenere il controllo di un terzo dell'isola di Eubea a cui si opponevano i locali baroni ("terzieri" o "triarchi") con l'aiuto della Repubblica di Venezia. Il signore di Atene e Tebe, Guido I de la Roche, entrò anch'egli in guerra con Guglielmo assieme ai baroni della Grecia centrale. La loro sconfitta nella battaglia di Karydi nel maggio/giugno 1258 effettivamente portò alla fine della guerra e alla vittoria achea anche se la pace definitiva venne conclusa solo nel 1262.

## Antefatto
A seguito della quarta crociata, la Grecia meridionale era stata suddivisa tra diversi signori latini, il più potente dei quali era il Principe di Acaia che controllava l'intera penisola del Peloponneso. Guglielmo II di Villehardouin, il quale nel 1246 era succeduto a suo fratello maggiore come principe, fu un governante energico che era intenzionato a espandere e a consolidare il suo dominio sugli altri Stati latini. Guido I de la Roche, il "Gran Signore" di Atene e Tebe, era già suo vassallo per i feudi di Argo e Naupalia che si trovavano nel Peloponneso, e Guglielmo era inoltre sovrano di tre baronie lombarde (terzieri, "terzi") di Negroponte (nome medievale dell'Isola di Eubea e della sua capitale, moderna Calcide).
Nel 1255, la seconda moglie di Guglielmo, Caterina delle Carceri, baronessa del terzo a nord dell'isola, morì, e suo marito ne richiese l'eredità, giungendo persino a coniare monete con la sua effigie come "Triarca di Negroponte". Gli altri due triarchi, a ogni modo, Guglielmo I da Verona e Narzotto dalle Carceri, rifiutarono le sue pretese. Anche se erano nominalmente sudditi di Guglielmo e per quanto questi fosse con loro imparentato per matrimonio, non erano intenzionati a cedere il territorio eubeota a un membro esterno alle loro famiglie. Infatti, cedettero la baronia di Carintana a una loro parente, Grapella dalle Carceri. In questo, vennero supportati da Paolo Gradenigo, bailo (rappresentante) veneziano a Negroponte, la capitale dell'Eubea. Venezia vantava una lunga presenza a Negroponte dal momento che questa era un'importante stazione commerciale ed esercitava una notevole influenza sull'isola e sui triarchi locali.

## La contesa di Negroponte
Il 14 giugno 1256, venne siglato un trattato tra i triarchi lombardi e Gradenigo. In cambio dell'alleanza veneziana contro l'Acaia, i triarchi rinnovarono i loro accordi precedenti, cedettero i possedimenti delle fortezze di Negroponte che controllavano il ponte sullo stretto dell'Euripe e altre terre sull'isola. I triarchi e i loro domini sarebbero stati liberi da ogni tassazione, ma a turno avrebbero dovuto dare un tributo una tantum alla Repubblica di Venezia. Venezia ricevette poi ulteriori concessioni come ad esempio il diritto di regolare i pesi e le misure su tutta l'Eubea e il privilegio di cittadinanza. Poco dopo, secondo lo storico Marino Sanudo, Guglielmo chiese a Guglielmo I da Verona e a Narzotto di presentarsi a lui. Costretti dai loro doveri feudali, i due vennero imprigionati dal principe acheo. Le mogli dei triarchi, accompagnate da molti cavalieri e da altri uomini di fiducia, si recarono da Marco Gradenigo, il nuovo bailo da poco giunto, chiedendo il suo aiuto nella questione. "Mosso da politica e simpatia" come riportò lo storico William Miller, Gradenigo diede il proprio assenso.
Guglielmo, muovendosi in supporto dei suoi diritti, aveva già assediato Negroponte. Gradenigo e i Veneziani attaccarono e presero la città, ma Guglielmo rispose inviando suo nipote il barone di Karytaina, Goffredo di Bruyères, che riprese Negroponte e lanciò un raid offensivo sull'Eubea. Venezia mosse nuovamente assedio alla città che resistette per tredici mesi sin quando i difensori non capitolarono all'inizio del 1258. Un contrattacco acheo venne respinto dalla fanteria veneziana.

## La lega contro l'Acaia e la battaglia di Karydi
Incontrando l'opposizione di Venezia, Guglielmo di Villehardouin si rivolse alla sua rivale, Genova, alla ricerca di supporto. I genovesi, già in lotta con i veneziani, e in debito con Guglielmo per la sua assistenza fornita a Rodi alcuni anni prima, accettarono prontamente. Con base a Monemvasia, le galee genovesi si impegnarono da subito. Ottone di Cicon, signore di Karystos nell'Eubea meridionale che controllava il passaggio strategico del Cavo D'Oro, si schierò anch'egli con Guglielmo. Altrove, a ogni modo, le richieste di aiuto di Guglielmo vennero accolte sempre con ostilità e discredito perché erano in molti a ritenere che l'Acaia volesse porre le mani su tutta la Grecia meridionale. Dall'estate del 1256, Guido I de la Roche, il "Gran Signore" ("Megaskyr") di Atene e Tebe, e il suo parente Guillaume de la Roche, si erano radunati al campo veneziano, anche se entrambi erano vassalli del Villehardouins (Guido come signore di Argo e Naupilia e suo fratello come barone di Veligosti e Damala): il trattato tra Venezia e i triarchi venne siglato nella capitale di Guido, Tebe, mentre sia Guido sia Guglielmo attivamente aiutarono i veneziani nel loro assedio a Negroponte. Tommaso II di Stromoncourt, signore di Salona, e Ubertino Pallavicini, marchese di Bodonitsa, entrarono anch'essi nella coalizione anti-acaiana e ben presto vennero raggiunti da Geoffroy de Bruyères, "il miglior soldato di tutto il reame di Romania [Grecia Latina]", il quale aveva disertato la causa di suo zio.
Guglielmo di Villehardouin rispose con quello che William Miller descrisse come un'"attività senza sosta": egli assediò senza successo le fortezze veneziane di Coron, e compì un raid in Attica, dove fu quasi sul punto di essere catturato, prima di risolversi a lanciare una invasione su vasta scala ai domini dei de la Roche. Il suo esercito si ritrovò a Nikli, attraversò l'Istmo di Corinto e il passo del Monte Karydi, raggiungendo poi Megara e Tebes, riuscendo a sconfiggere l'armata della coalizione. Guido de la Roche e altri baroni trovarono rifugio nella cittadella di Tebe. Guglielmo di Villehardouin li seguì e si preparò ad assediare la città, ma rallentò dopo che l'arcivescovo latino di Tebe e altri nobili locali gli si opposero. A questo punto decise di accusare pubblicamente Guido de la Roche presso la Gran Corte d'Acaia e le truppe di Guglielmo si ritirarono.
La Gran Corte si riunì a Nikli. Guido de la Roche si presentò accompagnato dai suoi cavalieri ma i baroni presenti decisero che non avevano l'autorità per giudicarlo e rimandarono il tutto a re Luigi IX di Francia (r. 1226–1270). Guido si recò quindi in Francia nel 1259, ma Luigi non solo lo perdonò ma gli concesse anche il titolo di duca che portarono poi anche i suoi successori. Il principe di Acaia alla fine riuscì comunque ad avere la meglio nel conflitto.

## Conseguenze
La vittoria di Guglielmo a Karydi, assieme alla vittoria delle sue truppe contro i veneziani presso Oreoi, portò alla fine effettiva del conflitto; il 6 agosto 1258, Guglielmo da Verona e Narzotto dalle Carceri acconsentirono a iniziare i negoziati di pace tramite il Doge di Venezia e all'inizio del 1259, il doge autorizzò un nuovo bailo, Andrea Barozzi, il quale siglò il trattato con Guglielmo. Per il successivo coinvolgimento di Guglielmo nella grande alleanza epiroto-acheana-siciliana contro l'Impero di Nicea, la sua sconfitta e la sua cattura nella battaglia di Pelagonia e la sua cattività nelle mani dell'imperatore niceo Michele VIII Paleologo (r. 1259–1261), il trattato di pace venne concluso solo al rilascio di Guglielmo nel 1262. Il trattato, siglato nella residenza dell'arcivescovo di Tebe, essenzialmente restaurò lo status quo ante: Guglielmo riconobbe Guglielmo da Verona, Narzotto e Grapella come triarchi e loro a loro volta giurarono fedeltà a Guglielmo. La fortezza di Negroponte venne razziata, ma Venezia mantenne e anzi incrementò il suo quartier generale nella città, mantenendovi tutte le sue prerogative specifiche.